# David Means

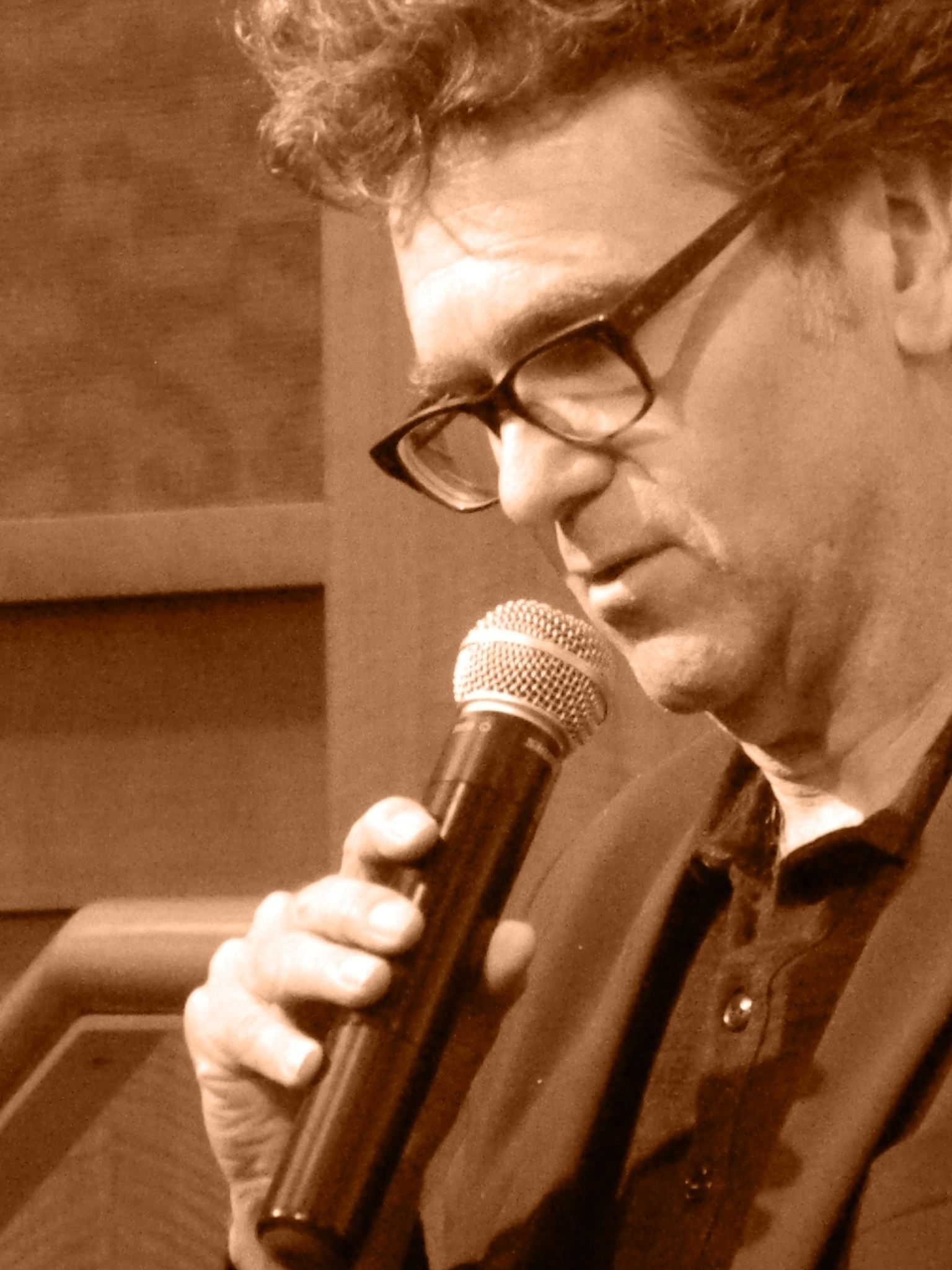
David Means (2013).

David Means, född 17 oktober 1961 i Kalamazoo, Michigan, är en amerikansk författare som framför allt skriver noveller.